# هپاتیت ای
هپاتیت ای (به انگلیسی: Hepatitis A) (که سابقاً با نام هپاتیت عفونی شناخته می‌شد) نوعی بیماری عفونی حاد کبد است که توسط ویروس هپاتیت آ (HAV) ایجاد می‌شود. بسیاری از افراد مبتلا به ویژه افراد کم سن و سال علایم کمی دارند یا هیچ علامتی ندارند. فاصله زمانی بین ابتلاء و بروز علایم در افرادی که علایم بیماری را نشان می‌دهند بین دو تا شش هفته است. اگر علایمی وجود داشته باشند به‌طور عادی تا هشت هفته باقی می‌مانند، علایم آن ممکن است شامل تهوع، استفراغ، اسهال، زردی پوست، تب و شکم درد باشد. حدود ۱۰–۱۵٪ افراد طی شش ماه پس از ابتلای اولیه بازگشت علایم را تجربه می‌کنند. نارسایی حاد کبد به ندرت ممکن است اتفاق بیفتدبا این حال در میان افراد سالخورده رایج تر است.
این بیماری از طریق خوردن یا نوشیدن غذا و آبی که با مدفوع فرد آلوده، آلوده شده‌است گسترش می‌یابد. سخت پوستان دریایی که به اندازه کافی پخته نشده‌اند منشأ بیماری نسبتاً رایجی هستند. این بیماری همچنین ممکن است از طریق تماس نزدیک با فرد آلوده منتقل شود.
این بیماری از طریق خون نیز به ندرت قابل انتقال است به همین دلیل در افراد معتاد و تزریق مواد مخدر با سوزن مشترک این بیماری دیده می شود البته مگس نیز به عنوان یک ناقل مکانیکی معرفی شده است اما تحقیقات درستی در این زمینه صورت نگرفته است در حالی که بچه‌ها اغلب در زمان ابتلاء هیچ علامتی ندارند اما می‌توانند آلودگی را به دیگران سرایت دهند. یک بار ابتلاء به این بیماری، فرد را برای تمام عمر در مقابل آن مصون می‌سازد.

تشخیص بیماری به علت شباهت علائم آن به علائم بیماری های مختلف از جمله مالاریا توسط یکسری آزمایش ها به ویژه آزمایش خون قابل شناسایی است. این ویروس یکی از پنج ویروس شناخته شده هپاتیت است که عبارتند از: آ، ب، سی، دی و ای.
واکسن هپاتیت آ در پیشگیری از بیماری مؤثر است. در برخی از کشورها این واکسن به‌طور معمول برای کودکان و افراد در معرض خطر بالای ابتلاء که قبلاً واکسینه نشده‌اند توصیه می‌شود. و به نظر می‌رسد به صورت مادام العمر مؤثر باشد. سایر اقدامات پیشگیرانه شامل شستن دست و پخت صحیح غذا می‌شود. هیچ درمان خاصی برای تهوع یا اسهال با استفاده از دارو و استراحت وجود ندارد تا در صورت لزوم توصیه شود. عفونت‌ها معمولاً به‌طور کامل و بدون ایجاد بیماری کبدی مزمن برطرف می‌شوند. برای درمان نارسایی حاد کبد، در صورت وقوع، به پیوند کبد نیاز خواهد بود.

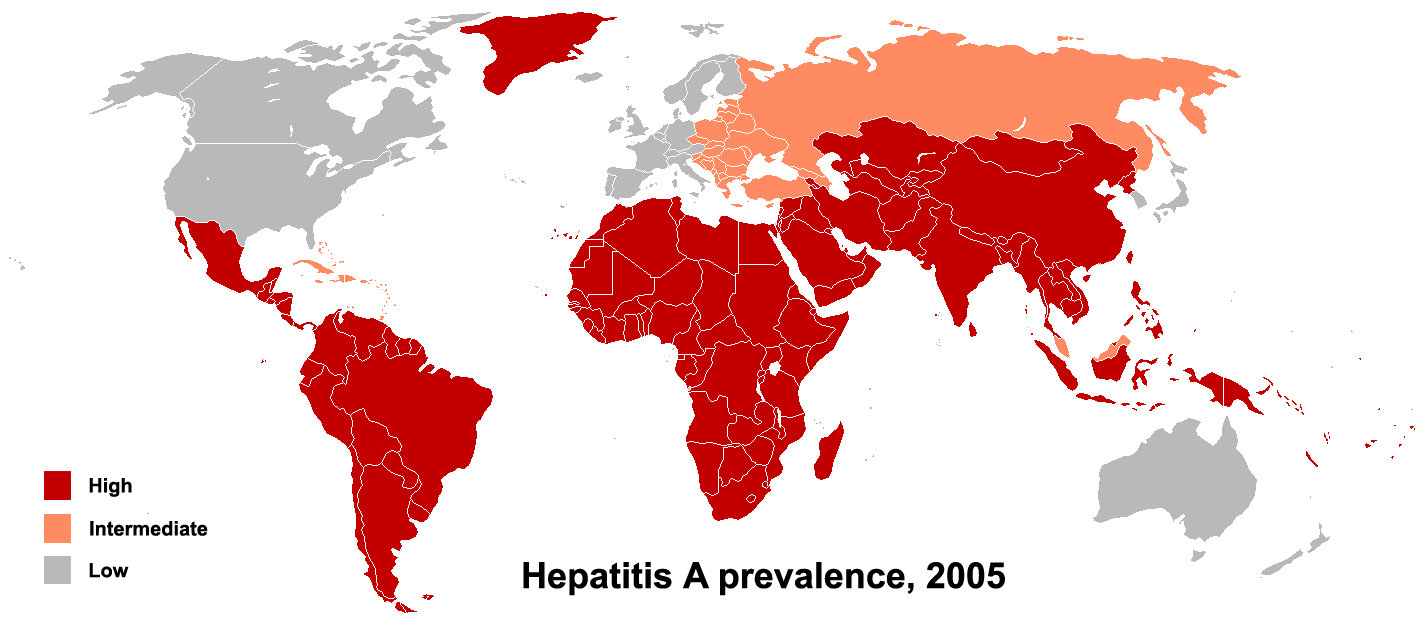
شیوع هپاتیت آ در سطح جهان در سال ۲۰۰۵

در سراسر جهان هر ساله حدود ۵/۱ میلیون مورد ابتلاء علامت دار رخ می هد. و روی هم رفته احتمالاً ده ها میلیون نفر مبتلا می‌شوند. این بیماری در مناطقی از جهان که وضعیت بهداشتی ضعیفی دارند و آب سالم به اندازه کافی در دسترس نیست رایج تر است. در کشورهای در حال توسعه حدود ۹۰٪ کودکان تا سن ۱۰ سالگی به این بیماری مبتلا شده‌اند و بنابراین در بزرگسالی مصون هستند. این بیماری اغلب در کشورهای نسبتاً توسعه یافته که کودکان در سنین کم در معرض بیماری قرار نمی‌گیرند و واکسیناسیون گسترده وجود ندارد شیوع پیدا می‌کند. در سال ۲۰۱۰ بیماری حاد هپاتیت A منجر به مرگ ۱۰۲۰۰۰ نفر شد. ۲۸ جولای (۶ مرداد) هر سال به منظور آگاهی دادن در مورد هپاتیت ویروسی به عنوان روز جهانی هپاتیت نام‌گذاری شده‌است.

## علایم
علایم بیماری معمولاً تا ۲ ماه به طول می‌انجامد، اگرچه در بعضی موارد بیمار ممکن است تا ۶ ماه این علایم را داشته باشد:
- خستگی (پزشکی)
- تب
- تهوع
- بی‌اشتهایی
- یرقان و زردی پوست یا چشم‌ها در اثر بیلی‌روبین
- صفرا از جریان خون جدا شده و به ادرار می‌پیوندد و رنگ آن را تیره می‌کند
- اسهال